# Хоффельд (Гольштейн)
Хоффельд (нем. Hoffeld) — община в Германии, в земле Шлезвиг-Гольштейн.
Входит в состав района Рендсбург-Экернфёрде. Подчиняется управлению Бордесхольм-Ланд. Население составляет 165 человек (на 31 декабря 2010 года). Занимает площадь 6,62 км².